# Star Wars Jedi Knight: Jedi Academy
Star Wars: Jedi Knight: Jedi Academy è un videogioco ambientato nell'Universo espanso di Guerre stellari. È un gioco di tipo sparatutto in terza persona, e il primo della serie in cui Kyle Katarn è un personaggio non giocante. È stato pubblicato nell'anno 2003 sia per PC sia per Xbox. È stato sviluppato da Raven Software e pubblicato e distribuito da LucasArts in Nord America, e da Activision nel resto del mondo. È stato costruito con il motore grafico di Quake III Arena, con molte modifiche apportate per migliorarlo.
In seguito alla dichiarata chiusura ufficiale della casa di distribuzione LucasArts avvenuta nel 2013, il codice sorgente di Jedi Academy, come quello di Jedi Outcast è stato pubblicato dalla software house di produzione su SourceForge.
Nel 2020 è uscita una versione rimasterizzata su Nintendo Switch e PlayStation 4.

## Trama
Jaden Korr è un nuovo studente dell'Accademia Jedi di Yavin IV. Durante l'addestramento Jaden conosce e stringe amicizia con il compagno di corso Rosh Penin e diventa l'apprendista di Kyle Katarn, il quale gli assegna diverse missioni di pace in giro per la galassia. Di ritorno da una delle missioni, Jaden e il resto degli allievi apprendono da Luke Skywalker della nuova minaccia rappresentata dai Discepoli di Ragnos, un culto Sith che intende riportare in vita il signore oscuro Marka Ragnos assorbendo l'energia dai luoghi con una forte connessione con il lato oscuro della Forza. Gli studenti sono quindi inviati sui luoghi per investigare. Durante una ricognizione, Jaden apprende che Rosh è stato catturato dai Discepoli di Ragnos e costretto a passare al lato oscuro per avere salva la vita. Nonostante le suppliche di Rosh di salvarlo, Jaden viene istigato dalla cultista twi'lek Alora a uccidere il compagno e a unirsi ai Discepoli di Ragnos, mentre Kyle Katarn tenta telepaticamente di dissuaderlo.
Se il giocatore sceglie di rimanere sul lato chiaro, Jaden risparmia Rosh e uccide Alora. Poi si dirige alla tomba di Ragnos per prevenire la leader del culto Tavion Axmis dal risvegliare il signore oscuro. Utilizzando lo scettro di Ragnos, Tavion riesce nel suo intento ma viene posseduta dallo spirito di Marka Ragnos. Jaden sconfigge il signore oscuro e risigilla il suo spirito nella tomba, distruggendo al tempo stesso lo scettro e uccidendo Tavion. Torna quindi all'Accademia Jedi, dove viene onorato da Luke, Kyle, Rosh e dal resto degli allievi come un eroe.
Se il giocatore cede al lato oscuro, Jaden giustizia Rosh ma si rifiuta di unirsi ai Discepoli di Ragnos. Uccide invece anche Alora e si dirige da Tavion lasciandosi dietro una scia di morte e distruzione. Jaden uccide Tavion e le sottrae lo scettro di Ragnos; anche Kyle che tenta all'ultimo di fermarlo viene sconfitto, e Jaden fugge su di una nave imperiale per iniziare la sua campagna di conquista. 

### Personaggi
- Jaden Korr: protagonista Padawan e Cavaliere, creato dal giocatore (maschio/femmina di specie indefinita)
- Rosh Penin: amico di Jaden
- Kyle Katarn: istruttore di Jaden e Rosh
- Luke Skywalker: Gran Maestro e capo dell'Ordine Jedi
- Tavion Axmis: leader del Culto di Ragnos ed ex allieva di Desann
- Alora: apprendista di Tavion
- Marka Ragnos: signore dei Sith che appare come spirito
- I Gemelli Rinati, due membri influenti del culto
- Wedge Antilles: ufficiale della Nuova Repubblica e leader del Rogue Squadron
- C-3PO: droide di Luke Skywalker
- Lannik Racto: criminale
- Chewbecca: storico contrabbandiere amico di Ian Solo

### Voci dei personaggi
- Jeff Bennett: Kyle Katarn
- Bob Bergen: Luke Skywalker
- Grey DeLisle: Tavion